# 漢諺混寫
漢諺混寫、韓漢混用文或朝汉混用文（：／，亦称 ／），是將諺文和漢字並用以書寫朝鮮語的書寫體系，與現時日語的漢字假名混寫文體裁類似。

## 歷史
朝鮮世宗發明訓民正音後，李氏朝鮮（朝鮮王朝）政府公文仍使用漢文，韓文字母（諺文）主要在普通民眾與女子之中流行，庶民使用諺文寫作私人文書、記錄詩歌等。受其影響，朝鮮王朝中後期兩班階層也開始將諺文用於文藝創作，出現了漢字諺文混合體書寫的小說、甚至純韓文書寫的作品，包括被認為朝鮮王朝時期文學最高峰的《春香傳》等。李朝末期開國後，公文也開始使用韓漢混用文。
朝鮮日治時代，日語為朝鮮教育使用的語言；日治前期與中期，學校教育中亦教授朝鮮語；日治後期，因應皇民化教育，朝鮮語被從學校教育中排除。
第二次世界大戰後，諺文被提升至國家文字。1949年北韓廢除了漢字。《朝鮮語大辭典》中關於廢除漢字的條目指出朝鮮人民要“只写我们自己独特的文字，不要在普通的文字生活中使用汉字”。在南韩，雖未廢除漢字的使用，但由於限制漢字的政策，漢字的使用頻率逐漸降低，韓漢混用文中的漢字成分逐漸減少。中国的延边《东北朝鲜人民报》为方便基层朝鲜族民众，于1949年开始发行全谚文的“工农版”，和汉谚混写的“干部版”做区分。1952年4月20日全面废除汉谚混写，其他出版业界亦跟随。
1990年代，南韓基本實現了完全以諺文書寫文章，韓漢混用文除了法學和醫學書籍及一些傳統節日外幾乎完全被邊緣化；只有偶爾為了避免語詞之間混淆才會在有歧義的諺文后括号内附註漢字，称为「漢字併記」（韓語：한자병기／漢字倂記）。

## 使用
韓漢混用文中，漢字通常只用於書寫“漢字語”（起源於漢語的辭彙），而不用於書寫韓語本土詞彙；後者只以諺文書寫。此特點區別於日語，日語中漢字可以訓讀形式書寫日語本土詞（和語）及外來語。
現今，韓漢混用有時在報紙的標題出現，用於縮寫或者防止歧義等；亦出現於報紙內文，但頻率低。韓漢混用亦用於學術文章及憲法條文（參見以下範例）等。另外，常出現韓漢混用的場合多為節慶或是宗教儀式；同時，韓國有些廠牌的商品名也會使用韓漢混用的方式命名，如辛拉麵（辛라면）。

## 範例
以下為大韓民國憲法1987年修改后的前言。左為純諺文版，右為韓漢混用版。

### 
-{悠久한 歷史와 傳統에 빛나는 우리 大韓國民은 3·1 運動으로 建立된 大韓民國臨時政府의 法統과 不義에 抗拒한 4·19 民主理念을 繼承하고, 祖國의 民主改革과 平和的統一의 使命에 立脚하여 正義·人道와 同胞愛로써 民族의 團結을 鞏固히 하고, 모든 社會的弊習과 不義를 打破하며, 自律과 調和를 바탕으로 自由民主的基本秩序를 더욱 確固히 하여 政治·經濟·社會·文化의 모든 領域에 있어서 各人의 機會를 均等히 하고, 能力을 最高度로 發揮하게 하며, 自由와 權利에 따르는 責任과 義務를 完遂하게 하여, 안으로는 國民生活의 均等한 向上을 基하고 밖으로는 恒久的인 世界平和와 人類共榮에 이바지함으로써 우리들과 우리들의 子孫의 安全과 自由와 幸福을 永遠히 確保할 것을 다짐하면서 1948年 7月 12日에 制定되고 8次에 걸쳐 改正된 憲法을 이제 國會의 議決을 거쳐 國民投票에 依하여 改正한다.
}-

## 電腦輸入法

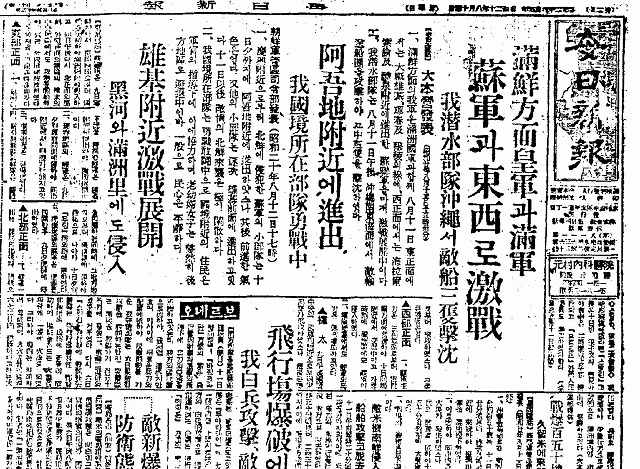
韩汉混用文的《每日新報》（1945年8月14日）

大部分韓語輸入法以諺文輸入為主，輸入漢字時需按轉換鍵。亦有某些韓語輸入法提供類似於日語與中文輸入法可連續變換漢字的功能，如새나루（Windows作業系統）、SCIM（Linux作業系統）等。

## 训读音
很多汉语输入法都附加有“韩国汉文教育用汉字1800”中音读及训读的读音，如“水”(音读：수, 训读：물)。这样就为根据训读读音用汉字来打出韩语词源的词造就了条件。下面是来自中古韩语的几个例子，附有现代韩语的翻译：
处容歌
1. In the moonlit capital

1. Having caroused far into the night.

1. I return home and in my bed

1. Behold, four legs.

1. Two have been mine

1. Whose Sire the other two

1. Two had been mine

1. No, no, they are taken.

---
以下為出現於《養蠶經驗撮要》（1415年）中的吏讀用例。1.為漢文，2.為吏讀文（下劃線部份為吏讀，括號內為漢語直譯，語序有變化），3.將吏讀部分替換為諺文（現代式拼法）。4.对训读的汉字也标注。
1. （蠶為陽物，因而厭却水氣，喫破桑葉，而不飲水。）
2. 对训读的汉字也标注:

---
再以壬申誓記石里面的文句为例：
原文：二人並誓記　天前誓　今自三年以後　忠道執持　過失無誓
汉文寫法：記二人並誓　誓於天前　自今三年以後　執持忠道　誓無過失
朝鲜文：두 사람이 함께 맹세하여 기록한다. 하느님 앞에 멩세한다. 지금으로부터 삼년 이후에 충도를 집지하고 과실이 없도록 맹세한다.
朝漢混用文：두 사람이 함께 盟誓하여 記錄한다. 하느님 앞에 盟誓한다. 只今으로부터 三年以後에 忠道를 執持하고 過失이 없도록 盟誓한다.
对训读的汉字也标注：二 人이 並 盟誓하여 記錄한다. 天 前에 盟誓한다. 只今自 三年以後에 忠道를 執持하고 過失이 無록 盟誓한다.

## 外部連結
- 韓漢混用文版之百科全書（：／，Wikia站點）：kore.wikia.com
- 국한문 혼용 한국어 학습 사이트 - 코리안랩(KoreanLab) （页面存档备份，存于） （中文）
- 한자 혼용 백과 사전( wikia － 한자위키 ) （页面存档备份，存于） （中文）